# گیلدر هلند
گیلدر هلند (به انگلیسی: Dutch guilder) (به زبان بومی: Nederlandse gulden) با کد ایزوی NLG، یکای پول رایج در کشور هلند تا سال ۲۰۰۲ بود. پس از آن یکای پول رسمی این کشور به یورو تغییر یافت. مسئولیت کنترل این یکای پول برعهدهٔ بانک مرکزی هلند قرار داشت.